# Segunda División de México 1982-83
La Temporada 1982-83 de la Segunda División de México fue el XXXIV torneo de la historia de la segunda categoría del fútbol mexicano. El club Unión de Curtidores se proclamó campeón por primera ocasión, tras vencer al Club Deportivo Zamora por 2-1 en la final por el título, de esta forma el equipo leonés logró su primer campeonato y su segundo ascenso al máximo circuito del fútbol mexicano.

## Cambios
- Esta temporada se creó la Segunda División B, por lo que el número de participantes de esta categoría fue reducido a 20 clubes. Además, la división fue regionalizada en dos zonas de 10 equipos: Oriente y Occidente, por lo que durante la fase regular los clubes únicamente jugaron contra equipos de su misma zona en cuatro vueltas.
- Oaxtepec ascendió a Primera División.
- Tampico descendió desde el máximo circuito.
- Como consecuencia de la creación de la nueva categoría inferior, cinco equipos descendieron a la Segunda B: Bachilleres, Irapuato, Lobos de Tlaxcala, Tuberos de Veracruz y Coyotes.
- Poza Rica ascendió desde la Tercera División.
- Brujas de Coatzacoalcos cambió de nombre y sede, pasando a llamarse Club Querétaro.
- Tras el cambio de sede de la temporada anterior, Osos Grises del Estado de México abandonó su identidad original y se convirtió en el Club de Fútbol Texcoco.

## Formato de competencia
Los veinte equipos se dividen en cuatro grupos de cinco clubes, Los conjuntos se dividen en dos llaves con 10 equipos que juegan entre ellos durante cuatro ocasiones distribuidas en 36 jornadas, por lo que se juegan dos cotejos en cada campo. Los dos primeros lugares de cada agrupación se clasifican a la liguilla en donde los ocho clubes se reparten en dos grupos de cuatro conjuntos, siendo los líderes los que jugarán la final por el campeonato a visita recíproca.  Por su parte, los últimos dos equipos en la tabla general descenderán a la Segunda B.

## Equipos participantes

### Equipos por Entidad Federativa
| Entidad Federativa | N.º | Equipos                                 |
| ------------------ | --- | --------------------------------------- |
| Veracruz           | 3   | Córdoba, Poza Rica y Veracruz           |
| Estado de México   | 3   | Nuevo Necaxa, SUOO y Texcoco            |
| Michoacán          | 3   | Atlético Valladolid, La Piedad y Zamora |
| Guanajuato         | 2   | Salamanca y Unión de Curtidores         |
| Hidalgo            | 2   | Pachuca y Tulancingo                    |
| Jalisco            | 2   | Club Jalisco y Tapatío                  |
| Morelos            | 1   | Cuautla                                 |
| Querétaro          | 1   | Querétaro                               |
| Colima             | 1   | Colima                                  |
| Nayarit            | 1   | Tepic                                   |
| Tamaulipas         | 1   | Tampico                                 |

### Información sobre los equipos participantes
| Equipo              | Ciudad                           | Estadio                |
| ------------------- | -------------------------------- | ---------------------- |
| Atlético Valladolid | Morelia, Michoacán               | Venustiano Carranza    |
| Colima              | Colima, Colima                   | Colima                 |
| Córdoba             | Córdoba, Veracruz                | Rafael Murillo Vidal   |
| Cuautla             | Cuautla, Morelos                 | Isidro Gil Tapia       |
| Jalisco             | Guadalajara, Jalisco             | Jalisco                |
| La Piedad           | La Piedad, Michoacán             | Juan N. López          |
| Nuevo Necaxa        | Amecameca, Estado de México      | Francisco Flores       |
| Pachuca             | Pachuca, Hidalgo                 | Revolución Mexicana    |
| Poza Rica           | Poza Rica, Veracruz              | Heriberto Jara Corona  |
| Querétaro           | Santiago de Querétaro, Querétaro | Municipal de Querétaro |
| Salamanca           | Salamanca, Guanajuato            | El Molinito            |
| S.U.O.O.            | Cuautitlán, Estado de México     | Los Pinos              |
| Tampico             | Tampico, Tamaulipas              | Tamaulipas             |
| Tapatío             | Guadalajara, Jalisco             | Anacleto Macías        |
| Tepic               | Tepic, Nayarit                   | Nicolás Álvarez Ortega |
| Texcoco             | Texcoco, Estado de México        | Municipal de Texcoco   |
| Tulancingo          | Tulancingo, Hidalgo              | Primero de Mayo        |
| Unión de Curtidores | León, Guanajuato                 | La Martinica           |
| Veracruz            | Veracruz, Veracruz               | Luis Pirata Fuente     |
| Zamora              | Zamora, Michoacán                | Municipal de Zamora    |

## Grupos

### Zona occidente

#### Grupo 1
| Pos. | Equipo                  | Pts. | PJ | G  | E  | P  | GF | GC | Dif. | Clasificación               |
| ---- | ----------------------- | ---- | -- | -- | -- | -- | -- | -- | ---- | --------------------------- |
| 1    | Unión de Curtidores (C) | 54   | 36 | 19 | 9  | 8  | 62 | 43 | +19  | Cuadrangular de la liguilla |
| 2    | Zamora                  | 50   | 36 | 15 | 11 | 10 | 58 | 44 | +14  | Cuadrangular de la liguilla |
| 3    | Deportivo Tepic         | 42   | 36 | 13 | 10 | 13 | 49 | 47 | +2   |                             |
| 4    | La Piedad               | 37   | 36 | 10 | 12 | 14 | 44 | 51 | −7   |                             |
| 5    | Tapatío (D)             | 33   | 36 | 8  | 14 | 14 | 42 | 57 | −15  | Descenso de categoría       |

 Fuente: RSSSF

#### Grupo 2
| Pos. | Equipo              | Pts. | PJ | G  | E  | P  | GF | GC | Dif. | Clasificación               |
| ---- | ------------------- | ---- | -- | -- | -- | -- | -- | -- | ---- | --------------------------- |
| 1    | Salamanca           | 47   | 36 | 16 | 7  | 13 | 62 | 54 | +8   | Cuadrangular de la liguilla |
| 2    | Jalisco             | 44   | 36 | 13 | 11 | 12 | 44 | 42 | +2   | Cuadrangular de la liguilla |
| 3    | Querétaro           | 37   | 36 | 11 | 9  | 16 | 45 | 52 | −7   |                             |
| 4    | Colima              | 37   | 36 | 10 | 14 | 12 | 50 | 58 | −8   |                             |
| 5    | Atlético Valladolid | 37   | 36 | 11 | 11 | 14 | 43 | 51 | −8   |                             |

 Fuente: RSSSF

### Zona oriente

#### Grupo 3
| Pos. | Equipo       | Pts. | PJ | G  | E  | P  | GF | GC | Dif. | Clasificación               |
| ---- | ------------ | ---- | -- | -- | -- | -- | -- | -- | ---- | --------------------------- |
| 1    | Nuevo Necaxa | 51   | 36 | 17 | 10 | 9  | 50 | 40 | +10  | Cuadrangular de la liguilla |
| 2    | Texcoco      | 49   | 36 | 17 | 7  | 12 | 50 | 41 | +9   | Cuadrangular de la liguilla |
| 3    | Tampico      | 44   | 36 | 12 | 11 | 13 | 47 | 43 | +4   |                             |
| 4    | SUOO         | 36   | 36 | 8  | 17 | 11 | 49 | 52 | −3   |                             |
| 5    | Cuautla (D)  | 33   | 36 | 10 | 10 | 16 | 43 | 63 | −20  | Descenso de categoría       |

 Fuente: RSSSF

#### Grupo 4
| Pos. | Equipo     | Pts. | PJ | G  | E  | P  | GF | GC | Dif. | Clasificación               |
| ---- | ---------- | ---- | -- | -- | -- | -- | -- | -- | ---- | --------------------------- |
| 1    | Pachuca    | 49   | 36 | 16 | 10 | 10 | 52 | 41 | +11  | Cuadrangular de la liguilla |
| 2    | Veracruz   | 48   | 36 | 15 | 11 | 10 | 51 | 42 | +9   | Cuadrangular de la liguilla |
| 3    | Tulancingo | 37   | 36 | 9  | 15 | 12 | 47 | 48 | −1   |                             |
| 4    | Córdoba    | 38   | 37 | 9  | 14 | 14 | 44 | 49 | −5   |                             |
| 5    | Poza Rica  | 35   | 36 | 9  | 13 | 14 | 43 | 57 | −14  |                             |

 Fuente: RSSSF

## Tabla general
| Pos. | Equipo                  | Pts. | PJ | G  | E  | P  | GF | GC | Dif. | Clasificación               |
| ---- | ----------------------- | ---- | -- | -- | -- | -- | -- | -- | ---- | --------------------------- |
| 1    | Unión de Curtidores (C) | 54   | 36 | 19 | 9  | 8  | 62 | 43 | +19  | Cuadrangular de la liguilla |
| 2    | Nuevo Necaxa            | 51   | 36 | 17 | 10 | 9  | 50 | 40 | +10  | Cuadrangular de la liguilla |
| 3    | Zamora                  | 50   | 36 | 15 | 11 | 10 | 58 | 44 | +14  | Cuadrangular de la liguilla |
| 4    | Pachuca                 | 49   | 36 | 16 | 10 | 10 | 52 | 41 | +11  | Cuadrangular de la liguilla |
| 5    | Texcoco                 | 49   | 36 | 17 | 7  | 12 | 50 | 41 | +9   | Cuadrangular de la liguilla |
| 6    | Veracruz                | 48   | 36 | 15 | 11 | 10 | 51 | 42 | +9   | Cuadrangular de la liguilla |
| 7    | Salamanca               | 47   | 36 | 16 | 7  | 13 | 62 | 54 | +8   | Cuadrangular de la liguilla |
| 8    | Tampico                 | 44   | 36 | 12 | 11 | 13 | 47 | 43 | +4   |                             |
| 9    | Jalisco                 | 44   | 36 | 13 | 11 | 12 | 44 | 42 | +2   | Cuadrangular de la liguilla |
| 10   | Deportivo Tepic         | 42   | 36 | 13 | 10 | 13 | 49 | 47 | +2   |                             |
| 11   | Tulancingo              | 37   | 36 | 9  | 15 | 12 | 47 | 48 | −1   |                             |
| 12   | Cobras de Querétaro     | 37   | 36 | 11 | 9  | 16 | 45 | 52 | −7   |                             |
| 13   | La Piedad               | 37   | 36 | 10 | 12 | 14 | 44 | 51 | −7   |                             |
| 14   | Colima                  | 37   | 36 | 10 | 14 | 12 | 50 | 58 | −8   |                             |
| 15   | Atlético Valladolid     | 37   | 36 | 11 | 11 | 14 | 43 | 51 | −8   |                             |
| 16   | SUOO                    | 36   | 36 | 8  | 17 | 11 | 49 | 52 | −3   |                             |
| 17   | Córdoba                 | 38   | 37 | 9  | 14 | 14 | 44 | 49 | −5   |                             |
| 18   | Poza Rica               | 35   | 36 | 9  | 13 | 14 | 43 | 57 | −14  |                             |
| 19   | Tapatío (D)             | 33   | 36 | 8  | 14 | 14 | 42 | 57 | −15  | Descenso de categoría       |
| 20   | Cuautla (D)             | 33   | 36 | 10 | 10 | 16 | 43 | 63 | −20  | Descenso de categoría       |

 Fuente: RSSSF

## Resultados

### Llave Occidente
| Local \ Visitante   | ATV | COL | JAL | LPD | QUE | SAL | TAP | TEP | UDC | ZAM |
| ------------------- | --- | --- | --- | --- | --- | --- | --- | --- | --- | --- |
| Atlético Valladolid | —   | 2–0 | 2–3 | 2–2 | 2–0 | 1–0 | 0–0 | 0–0 | 2–2 | 1–0 |
| Colima              | 3–2 | —   | 1–1 | 2–2 | 2–1 | 1–5 | 3–2 | 3–5 | 1–1 | 1–1 |
| Jalisco             | 2–0 | 2–1 | —   | 0–0 | 2–0 | 1–5 | 2–2 | 1–3 | 0–2 | 0–1 |
| La Piedad           | 1–0 | 1–1 | 1–2 | —   | 3–1 | 3–1 | 5–0 | 2–0 | 1–4 | 1–0 |
| Querétaro           | 1–2 | 3–0 | 2–1 | 5–1 | —   | 3–1 | 1–0 | 3–1 | 0–0 | 2–0 |
| Salamanca           | 4–0 | 0–1 | 3–3 | 1–0 | 2–1 | —   | 3–1 | 3–0 | 1–0 | 1–1 |
| Tapatío             | 1–2 | 0–0 | 2–1 | 0–3 | 1–1 | 1–2 | —   | 2–0 | 3–3 | 0–2 |
| Tepic               | 0–0 | 1–0 | 0–0 | 1–0 | 2–1 | 1–0 | 2–2 | —   | 1–2 | 4–0 |
| Unión de Curtidores | 3–2 | 2–2 | 2–0 | 3–2 | 4–2 | 2–1 | 1–1 | 2–3 | —   | 4–1 |
| Zamora              | 3–0 | 4–1 | 0–1 | 5–2 | 0–0 | 1–1 | 7–3 | 2–0 | 3–4 | —   |

| Local \ Visitante   | ATV | COL | JAL | LPD | QUE | SAL | TAP | TEP | UDC | ZAM |
| ------------------- | --- | --- | --- | --- | --- | --- | --- | --- | --- | --- |
| Atlético Valladolid | —   | 0–0 | 2–0 | 2–0 | 2–3 | 1–4 | 1–0 | 3–2 | 1–0 | 1–2 |
| Colima              | 3–2 | —   | 2–4 | 1–1 | 1–1 | 2–0 | 0–0 | 4–2 | 0–0 | 3–4 |
| Jalisco             | 3–1 | 1–2 | —   | 2–0 | 2–0 | 3–0 | 1–1 | 1–0 | 1–1 | 0–0 |
| La Piedad           | 0–0 | 3–3 | 0–1 | —   | 1–1 | 1–0 | 0–0 | 1–1 | 2–1 | 0–0 |
| Querétaro           | 1–0 | 1–0 | 0–0 | 3–1 | —   | 0–1 | 1–2 | 0–2 | 1–1 | 3–3 |
| Salamanca           | 2–2 | 1–4 | 4–3 | 3–1 | 1–1 | —   | 1–1 | 2–5 | 3–1 | 1–0 |
| Tapatío             | 2–2 | 1–2 | 0–0 | 2–1 | 1–0 | 3–0 | —   | 1–0 | 3–1 | 2–3 |
| Tepic               | 2–2 | 1–0 | 0–0 | 0–1 | 3–0 | 3–3 | 1–1 | —   | 1–0 | 1–1 |
| Unión de Curtidores | 2–1 | 1–0 | 1–0 | 2–0 | 3–0 | 2–1 | 2–1 | 1–0 | —   | 1–0 |
| Zamora              | 0–0 | 0–0 | 1–0 | 1–1 | 4–2 | 0–1 | 3–0 | 3–1 | 2–1 | —   |

### Llave Oriente
| Local \ Visitante | COR | CUA | NEC | PAC | PZR | SUO | TAM | TEX | TUL | VER |
| ----------------- | --- | --- | --- | --- | --- | --- | --- | --- | --- | --- |
| Córdoba           | —   | 4–0 | 3–1 | 0–0 | 2–2 | 3–3 | 0–0 | 0–1 | 1–1 | 0–2 |
| Cuautla           | 1–0 | —   | 1–1 | 2–1 | 3–2 | 1–4 | 2–2 | 2–0 | 2–2 | 1–1 |
| Necaxa            | 1–0 | 2–1 | —   | 2–1 | 3–1 | 3–1 | 3–0 | 1–0 | 0–0 | 2–2 |
| Pachuca           | 1–1 | 1–0 | 4–0 | —   | 3–1 | 2–2 | 2–0 | 1–2 | 2–1 | 2–1 |
| Poza Rica         | 1–1 | 1–0 | 1–0 | 2–2 | —   | 2–0 | 1–1 | 1–2 | 2–2 | 1–0 |
| SUOO              | 0–0 | 1–1 | 0–2 | 1–1 | 5–2 | —   | 2–1 | 0–1 | 1–1 | 1–1 |
| Tampico           | 1–0 | 3–0 | 1–2 | 0–2 | 3–1 | 1–1 | —   | 2–0 | 2–0 | 1–1 |
| Texcoco           | 4–2 | 2–0 | 1–1 | 3–0 | 1–0 | 1–2 | 2–0 | —   | 3–1 | 1–0 |
| Tulancingo        | 0–0 | 2–3 | 1–1 | 1–0 | 2–0 | 0–0 | 3–4 | 1–0 | —   | 1–1 |
| Veracruz          | 1–1 | 1–1 | 2–1 | 2–0 | 1–0 | 1–1 | 2–1 | 2–1 | 1–1 | —   |

| Local \ Visitante | COR | CUA | NEC | PAC | PZR | SUO | TAM | TEX | TUL | VER |
| ----------------- | --- | --- | --- | --- | --- | --- | --- | --- | --- | --- |
| Córdoba           | —   | 1–1 | 3–1 | 2–0 | 1–2 | 0–3 | 3–1 | 1–2 | 1–1 | 1–2 |
| Cuautla           | 1–3 | —   | 0–0 | 2–3 | 1–1 | 1–0 | 4–0 | 2–0 | 1–0 | 3–2 |
| Necaxa            | 1–1 | 4–0 | —   | 1–0 | 1–1 | 1–0 | 0–0 | 3–0 | 1–0 | 2–1 |
| Pachuca           | 1–0 | 4–2 | 1–2 | —   | 0–0 | 2–2 | 1–1 | 2–0 | 2–1 | 2–1 |
| Poza Rica         | 3–1 | 3–2 | 1–1 | 1–1 | —   | 3–1 | 0–0 | 2–2 | 0–1 | 2–0 |
| SUOO              | 2–3 | 1–1 | 1–0 | 1–3 | 1–1 | —   | 2–1 | 0–1 | 2–2 | 1–1 |
| Tampico           | 3–0 | 3–1 | 5–1 | 0–1 | 4–0 | 0–0 | —   | 1–1 | 2–0 | 2–1 |
| Texcoco           | 2–1 | 4–0 | 0–3 | 1–1 | 3–0 | 3–1 | 1–1 | —   | 2–2 | 1–2 |
| Tulancingo        | 1–1 | 2–0 | 4–2 | 1–2 | 2–1 | 3–4 | 1–0 | 2–2 | —   | 4–0 |
| Veracruz          | 2–3 | 2–0 | 2–0 | 2–1 | 4–1 | 2–2 | 2–0 | 1–0 | 2–0 | —   |

## Liguilla por el título

### Grupo A
| Pos. | Equipo              | Pts. | PJ | G | E | P | GF | GC | Dif. | Clasificación     |
| ---- | ------------------- | ---- | -- | - | - | - | -- | -- | ---- | ----------------- |
| 1    | Unión de Curtidores | 9    | 6  | 2 | 3 | 1 | 11 | 7  | +4   | Acceso a la final |
| 2    | Nuevo Necaxa        | 8    | 6  | 2 | 2 | 2 | 10 | 5  | +5   |                   |
| 3    | Jalisco             | 6    | 6  | 3 | 0 | 3 | 6  | 9  | −3   |                   |
| 4    | Veracruz            | 6    | 6  | 2 | 1 | 3 | 4  | 10 | −6   |                   |

 Fuente: RSSSF

#### Resultados
| Local \ Visitante   | JAL | NEC | UDC | VER |
| ------------------- | --- | --- | --- | --- |
| Jalisco             | —   | 1–0 | 3–2 | 1–0 |
| Nuevo Necaxa        | 3–0 | —   | 1–1 | 5–0 |
| Unión de Curtidores | 3–1 | 1–1 | —   | 3–0 |
| Veracruz            | 1–0 | 2–0 | 1–1 | —   |

### Grupo B
| Pos. | Equipo    | Pts. | PJ | G | E | P | GF | GC | Dif. | Clasificación     |
| ---- | --------- | ---- | -- | - | - | - | -- | -- | ---- | ----------------- |
| 1    | Zamora    | 12   | 6  | 5 | 0 | 1 | 12 | 8  | +4   | Acceso a la final |
| 2    | Pachuca   | 12   | 6  | 4 | 1 | 1 | 11 | 3  | +8   |                   |
| 3    | Salamanca | 4    | 6  | 1 | 1 | 4 | 6  | 10 | −4   |                   |
| 4    | Texcoco   | 2    | 6  | 1 | 0 | 5 | 4  | 12 | −8   |                   |

 Fuente: RSSSF
Notas:
1. ↑  El Zamora avanzó a la final por su mejor desempeño en la temporada regular.

#### Resultados
| Local \ Visitante | PAC | SAL | TEX | ZAM |
| ----------------- | --- | --- | --- | --- |
| Pachuca           | —   | 2–0 | 2–0 | 5–1 |
| Salamanca         | 1–1 | —   | 0–1 | 1–2 |
| Texcoco           | 0–1 | 1–4 | —   | 1–2 |
| Zamora            | 1–0 | 3–0 | 3–1 | —   |

### Final
La serie final del torneo enfrentó al Unión de Curtidores contra el Club Deportivo Zamora.
| 14 de mayo de 1983 | Zamora       | 1-1 | Unión de Curtidores | Estadio Municipal de Zamora, Zamora |                                 |
|                    | Serratos 57' |     |                     | Asistencia: 12 000 espectadores     | Asistencia: 12 000 espectadores |

| 20 de mayo de 1983                                                                            | Unión de Curtidores | 1-0 | Zamora | Estadio La Martinica, León      |                                 |
|                                                                                               | García 63'          |     |        | Asistencia: 17 000 espectadores | Asistencia: 17 000 espectadores |
| Unión de Curtidores campeón de la Temporada 1982-83 y asciende a Primera División. Global 2-1 |                     |     |        |                                 |                                 |

|                                          |
| Unión de Curtidores Campeón 1.er título. |